# Dimelaena californica
Dimelaena californica är en lavart som först beskrevs av Hugo Magnusson., och fick sitt nu gällande namn av Sheard. Dimelaena californica ingår i släktet Dimelaena och familjen Physciaceae.   Inga underarter finns listade i Catalogue of Life.